# Stonewallski nemiri
Stonewallski nemiri ili stonvolška pobuna (engl. Stonewall riots) bili su niz spontanih, nasilnih demonstracija pripadnika LGBTQ zajednice protiv policijske racije koja se dogodila u ranim jutarnjim satima 28. lipnja 1969. godine u baru Stonewall Innu u Greenwich Villageu u New Yorku. Ovaj se događaj često navodi kao prvi slučaj pobune pripadnika LGBTQ zajednice u američkoj povijesti protiv sustavnog progona seksualnih manjina koju je provodila američka vlada. Stonvolski nemiri smatraju se početkom suvremenog LGBT pokreta u SAD-u i svijetu.
Tijekom 1950-ih i 1960-ih queer osobe u SAD-u bile su pod većim pritiskom zakonskog sustava nego što je to bio slučaj u nekim zemljama iza željezne zavjese. ↓1 Rane homofilne skupine pokušavale su dokazati da se osobe koje nisu heteroseksualne orijentacije mogu uključiti u društvo i nudile su miroljubivo obrazovanje o njihovim pravima. Međutim, posljednje godine 1960-ih bile su burnije jer je u to vrijeme djelovalo mnogo skupina i pokreta čije su metode uključivale direktnu akciju. Ovakva situacija kao i liberalno okruženje Greenwich Villagea stvorili su potrebne uvjete u kojima su se dogodili stonvolski nemiri.
Samo je mali broj lokala prihvaćao queer osobe tijekom 1950-ih i 1960-ih, a Stonewall Inn bio je jedan od njih. U to je vrijeme bar bio u vlasništvu mafije. Bio je popularan među marginaliziranim i najsiromašnijim skupinama unutar zajednice LGBTQIA: transvestitima, feminiziranim gejevima, muškim prostitutkama i mladim beskućnicima. Tijekom 1960-ih policijske racije na gay klubove bile su uobičajene, ali je policija te noći u Stonewall Innu izgubila kontrolu. Situacija je postala još napetija sljedeće noći i nekoliko večeri poslije. U razdoblju od nekoliko tjedana stanovnici Greenwich Villagea organizirali su aktivističke skupine koje su se usredotočile na uspostavljanje slobodnih mjesta za okupljanje pripadnika LGBTQIA zajednice, gdje su bez straha od uhićenja mogli izraziti svoju seksualnu orijentaciju i rodni identitet.
Nakon stonvolskih nemira pripadnici LGBTQIA zajednice u New Yorku suočili su se s rodnim, klasnim i generacijskim preprekama u svojim naporima da stvore jedinstvenu zajednicu. Tijekom sljedećih šest mjeseci osnovane su dvije organizacije za promicanje LGBTQIA prava koje su svoje djelovanje ostvarivale putem direktne akcije, a pokrenuta su i tri lista koja su promovirala prava LGBTQIA zajednice. Tijekom sljedećih nekoliko godina osnovane su nove organizacije u SAD-u i svijetu. Na godišnjicu ovog događaja, 28. lipnja 1970. godine, održane su prve povorke ponosa u New Yorku, Los Angelesu i Chicagu. Slični marševi i povorke organizirani su i u drugim gradovima. Danas se povorke ponosa održavaju širom svijeta, obično krajem lipnja, u znak obilježavanja godišnjice stonvolskih nemira.

## Povijesna pozadina

### Homoseksualnost u SAD-u u 20. stoljeću
Nakon socijalnih promjena uzrokovanih Drugim svjetskim ratom mnogo ljudi u SAD-u je, po povjesničaru Barryju Adamu, osjećalo potrebu da se "ponovno uspostavi predratni društveni poredak i zaustave snage promjene". Potaknut nacionalnim naglaskom na antikomunizam senator Joseph McCarthy organizirao je saslušanja u potrazi za komunistima u američkoj vladi, vojsci i drugim vladinim institucijama što je dovelo do nacionalne paranoje. Anarhisti, komunisti i svi drugi čiji su stavovi i ponašanje označeni kao neamerički i subverzivni bili su doživljeni kao sigurnosni rizik. Zbog teorije da su podložni ucjenama, homoseksualne osobe bile su uključene u ovaj spisak koji je napravio State Department 1950. godine. Zamjenik državnog tajnika James E. Webb zapisao je u jednom izvještaju: "Obično se vjeruje da onima koji se upuštaju u otvorena djela perverzije nedostaje emocionalna stabilnost koju imaju normalne osobe." Između 1947. i 1950. godine 1700 ljudi odbijeno je tijekom prijava za državne poslove, 4380 otpušteno je iz vojske, dok je njih 420 otpušteno iz državne službe zbog sumnje u njihovu homoseksualnost.
Tijekom 1950-ih i 1960-ih FBI i policija sastavljali su popise poznatih homoseksualaca, njihovih omiljenih mjesta okupljanja i prijatelja, dok je američka pošta vodila evidenciju adresa na koje su se slali materijali koji su se ticali homoseksualnosti. Državne i lokalne vlasti zatvarale su barove u kojima su se okupljali homoseksualci, posjetitelji su bili privođeni, a njihov identitet objavljivan u novinama. Gradovi su provodili čistke u četvrtima, parkovima, barovima i plažama gdje su se okupljali homoseksualci. Nošenje odjeće suprotnog spola bilo je zabranjeno, a sveučilišta su otpuštala predavače za koje se sumnjalo da su homoseksualci. Tisuće LGBT-ovaca bilo je javno ponižavano, fizički maltretirano, otpuštano s posla, zatvarano u zatvore ili mentalne institucije. Mnogi su zbog toga vodili dvostruke živote, skrivajući svoju seksualnost.
Američka udruga psihijatara uvrstila je 1952. homoseksualnost na popis mentalnih poremećaja (DSM) kao sociopatološki poremećaj osobnosti. Kasnije se kao opravdanje koristila i opsežna studija iz 1962. godine koja je zaključila da je homoseksualnost patološki skriveni strah od suprotnog spola uzrokovan traumatičnim odnosom između roditelja i djece. Ovakvo je stajalište bilo vrlo utjecajno u medicinskim krugovima. Međutim, 1956. godine Evelyn Hooker provela je studiju koja je usporedila sreću i društvenu prilagođenost homoseksualnih muškaraca s heteroseksualnim muškarcima i ustvrdila da razlike nema. Njezina je studija zapanjila medicinsku zajednicu, a nju učinila junakinjom mnogih gejeva i lezbijki, no homoseksualnost je ostala na popisu DSM-a do 1973. godine.

### Homofilni pokret
Kao odgovor na ovakav društveni trend osnovane su dvije neovisne organizacije koje su se zalagale za prava homoseksualnih osoba i koje su stvarale društvene uvjete u kojima su se gejevi i lezbijke mogli družiti bez straha od represije. U Los Angelesu formirana je 1951. godine skupina Mattachine Society koju je predvodio komunistički aktivist Harry Hay. Ciljevi skupine bili su ujedinjenje homoseksualnih osoba i njihovo obrazovanje, osiguravanje vodstva, kao i pružanje pravne pomoći "seksualnim devijantima". Suočeni s otporom zbog svog radikalnog pristupa Mattachine Society se 1953. godine preusmjerava na uključivost i poštovanje. Smatrali su da će lakše utjecati na promjenu stava o homoseksualnosti ako ukažu na to da su gejevi i lezbijke normalni ljudi koji se ne razlikuju od heteroseksualaca. Ubrzo nakon toga nekoliko se žena u San Franciscu organiziralo u skupinu pod imenom Daughters of Bilitis (DOB), prvu lezbijsku grupu. Iako je prvobitni cilj bio stvaranje sigurnog prostora gdje bi se članice okupljale, kako je grupa rasla tako su se razvili i ciljevi koji su postali sličniji onima iz Mattachinea, pozivajući članice da se uključe u društvenu zajednicu.
Jedan od prvih sukoba s vlašću dogodio se 1953. godine kada je organizacija ONE, Inc. počela objavljivati časopis ONE. Američka pošta odbila je dostavljati izdanje za kolovoz koje se bavilo pitanjem homoseksualnih osoba u heteroseksualnim vezama, proglašavajući materijal opscenim. Slučaj je na kraju došao do Vrhovnog suda (slučaj One, Inc. protiv Olesena), koji je 1958. godine presudio da ONE, Inc. smije slati svoja izdanja poštom.
Homofilne organizacije, kako su se tada nazivale LGBT skupine, rasle su i širile se po Istočnoj obali SAD-a, a pripadnici skupina postajali su odvažniji. Tako je Frank Kameny osnovao Mattachine Society u Washingtonu. Bio je otpušten iz vojne službe zbog svoje homoseksualnosti te je neuspješno tužio vojsku tražeći povratak na posao. Inspiriran afroameričkim pokretom za građanska prava, Kameny je 1965. godine ispred Bijele kuće i drugih vladinih zgrada organizirao prosvjed protiv diskriminacije pri zapošljavanju. Protesti su šokirali mnoge LGBT-ovce i uznemirili vodstva Mattachinea i DOB-a. Istovremeno su prosvjedi pokreta za građanska prava i prosvjedi protiv Vijetnamskog rata postajali sve češći, masovniji i otvoreniji u sukobu s policijom.

#### Neredi u Comptonovoj kantini
Na rubovima malih gejskih ↓2 zajednica nalazile su se osobe koje se nisu uklapale u tradicionalne rodne uloge. To su bili "feminizirani" muškarci i "maskulizirane" žene kao i muškarci i žene koji su stalno ili povremeno živjeli i oblačili se kao osobe suprotnog spola. Nisu se uklapali u pažljivo izgrađenu sliku koju su stvarali Mattachine i DOB da se homoseksualci ne razlikuju od heteroseksualaca. I Mattachine i DOB su smatrali da su njihovi problemi i borba slični, ali i da su izrazito odvojeni. Gejske i transrodne osobe organizirale su manju pobunu u Los Angelesu 1959. godine kao odgovor na policijsko maltretiranje. U kolovozu 1966. transvestiti, muške prostitutke i drag queenovi sjedili su u Comptonovoj kantini (Compton's Cafeteria) u San Franciscu. Policija je na poziv uprave kantine pokušala uhititi muškarce odjevene kao žene nakon čega su uslijedili neredi u kojima je uništen inventar kantine, a nekoliko dana kasnije novopostavljeni prozori kantine ponovno su razbijeni. Profesorica Susan Stryker ove nerede smatra "činom protiv diskriminacije transrodnih osoba, a ne diskriminacije na temelju seksualne orijentacije" i povezuje pobunu s pitanjima roda, rase i klase čiju su važnost homofilne organizacije umanjivale. Ovaj je događaj označio početak transrodnog aktivizma u San Franciscu.

### Greenwich Village
Menhetenske četvrti Greenwich Village i Harlem bile su dom velikom broju LGBT-ovaca nakon Prvog svjetskog rata, kada su mnoge osobe koje su služile u vojsci iskoristile priliku da se presele u veće gradove. Enklave gejeva i lezbijki, koje su novine opisivale kao "žene s kratkom i muškarci s dugom kosom", razvile su prepoznatljivu supkulturu tijekom sljedeća dva desetljeća. Prohibicija je nehotice koristila gejskim barovima jer je konzumacija alkohola gurnuta u podzemlje zajedno s drugim oblicima ponašanja koja su se smatrala nemoralnim. Grad New York donio je zabranu okupljanja homoseksualnih osoba, ali zbog popularnosti alkohola koji se tajno posluživao u improviziranim barovima i zbog njihova velikog broja policija nije mogla sve držati pod kontrolom.
Društvena represija 1950-ih dovela je do kulturne revolucije u Greenwich Villageu. Skupina pjesnika, kasnije nazvanih generacijom beat pisala je o zlu tadašnje društvene organizacije, slaveći anarhiju, droge i hedonističke užitke. Među njima su bili i Allen Ginsberg i William Burroughs, obojica stanovnici Greenwich Villagea, koji su otvoreno i iskreno pisali o homoseksualnosti. Njihovo pisanje naišlo je na simpatije slobodoumnih ljudi kao i homoseksualaca koji su željeli biti dio zajednice.
Početkom 1960-ih kampanja gradonačelnika Roberta F. Wagnera Jr. kojom je trebalo pročistiti grad od gejskih barova bila je u punom jeku. Gradonačelnik je bio zabrinut za ugled grada pred nadolazeću Svjetsku izložbu 1964. godine. Grad je oduzeo dozvole za točenje alkohola svim barovima, a prerušeni policajci neprestano su radili na tome da uhite što više homoseksualaca. Zamka je uključivala scenarij po kojem bi policajac u civilu započeo razgovor s muškarcem u baru ili parku. Ako bi razgovor krenuo u pravcu toga da odu nekud zajedno, tada bi muškarac bio uhićen. Jedan opis događaja objavljen u New York Postu govori o uhićenju u svlačionici teretane, gdje se policajac uhvatio za prepone i počeo stenjati, a prvi muškarac koji ga je pitao da li je dobro bio je uhićen. Malo je odvjetnika pristajalo braniti optuženike u ovim slučajevima, a neki su svoju zaradu davali policajcima koji su izvršili uhićenja.
Mattachine Society kod novog je gradonačelnika Johna Lindsaya uspio ishoditi prekidanje ove kampanje. Više su problema imali s Upravom za alkohol savezne države New Yorka (engl. New York State Liquor Authority, akronim SLA). Iako nijedan zakon nije zabranjivao posluživanje pića homoseksualcima, sudovi su dozvolili diskreciju SLA u davanju i oduzimanju dozvola za točenje alkohola barovima koji bi mogli postati "neuredni". Usprkos velikom broju gejeva i lezbijki u Greenwich Villageu, bilo je malo mjesta, osim barova, gdje su se mogli slobodno okupljati bez straha od maltretiranja i uhićenja. Godine 1966. Mattachine je organizirao okupljanje (engl. sip-in) u baru Juliusu da bi ukazao na diskriminaciju s kojom su se suočavali.
Nijedan od barova u kojima su se okupljali nije bio u vlasništvu LGBT-ovaca. Gotovo svi su pripadali i bili pod kontrolom mafije koja se prema gostima loše odnosila, razvodnjavala piće i prodavala ga po visokim cijenama, većim od uobičajenih. Ipak, mafija je također plaćala reket policiji da bi spriječili stalne racije.

### Stonewall Inn
Stonewall Inn, koji se nalazi u Christopherovoj ulici (engl. Christopher Street) na brojevima 51 i 53, bio je zajedno s nekoliko drugih objekata u gradu u vlasništvu obitelji Genovese. Godine 1966. tri člana mafije uložila su 3500 dolara da bi od nekadašnjeg restorana i noćnog kluba napravili gejski bar. Policija je jednom tjedno uzimala mito jer Stonewall Inn nije imao dozvolu za služenje alkohola. U baru nije bilo tekuće vode, WC je stalno poplavljivao, a nije bilo ni požarnog izlaza. Iako se nije koristio za prostituciju, prodaja droge i druga ilegalna trgovina bile su česta pojava. Ovo je bio jedini gejski bar u kojem je bio dozvoljen ples, što je bila njegova glavna atrakcija.
Posjetitelje je dočekivao izbacivač koji ih je provjeravao kroz špijunku. Da bi se izbjegao neopaženi ulazak policajaca u civilu (koje su nazivali Lily Law, Alice Blue Gown ili Betty Badge), posjetitelji su morali biti poznati izbacivaču ili su morali "izgledati gejski". Ulaz se plaćao 3 dolara vikendom, za koji je svatko dobivao dvije ulaznice koje su se mogle zamijeniti za dva pića. Posjetitelji su se morali upisati u knjigu gostiju da bi se dokazalo da je bar zapravo privatni klub, ali su rijetko davali svoja prava imena. Stonewall Inn imao je dva plesna podija, a unutrašnjost je bila obojena u crno i osvijetljena crnim svjetlom. U slučaju dolaska policije palilo se obično bijelo svjetlo, signalizirajući svima da moraju prestati s plesom i dodirivanjem. U stražnjem dijelu bara nalazila se mala prostorija u kojoj su se najčešće okupljale "kraljice"; Stonewall Inn bio je jedan od dva bara u New Yorku u koji su mogli ući našminkani feminizirani muškarci u muškoj odjeći. Izbacivač je puštao samo mali broj transrodnih osoba u bar. Procjenjuje se da su 98 % posjetitelja činili muškarci, ali su ponekad dolazile i lezbijke. Mlađi muškarci, beskućnici koji su spavali u obližnjem Cristopherovu parku, često bi pokušavali ući kako bi im posjetitelji kupili piće.
Starost posjetitelja varirala je od starijih tinejdžera do osoba u ranim tridesetim godinama, a rasni sastav bio je podjednako raspoređen među bijelcima, Afroamerikancima i Hispanoamerikancima. Zbog mješovitosti posjetitelja, svoje lokacije i činjenice da je ples bio dozvoljen, Stonewall Inn bio je poznat kao "najbolji gejski bar u gradu".
Policijske racije u gejskim barovima bile su česte, u prosjeku jednom mjesečno po baru. Mnogi barovi skrivali su dodatne količine alkohola da bi što prije nastavili s poslom u slučaju da im pronađeni alkohol bude oduzet. Mnogi vlasnici barova znali su za racije unaprijed, zahvaljujući korupciji policije. Tijekom uobičajene racije palila su se svjetla, posjetitelji bi bili poredani i legitimirani; oni koji nisu imali osobne iskaznice ili oni koji su bili u odjeći suprotnog spola bili su uhićeni. Od žena se zahtijevalo da nose tri komada ženske odjeće, u protivnom su bile uhićene. Zaposlenici i voditelji barova također su tijekom racije obično bili uhićeni. Vrijeme neposredno prije stonvolskih nereda bilo je obilježeno čestim upadima u lokalne barove, uključujući i Stonewall Inn u kojem se dogodila racija u utorak prije pobune; nekoliko barova u blizini bilo je zatvoreno.

## Neredi

### Policijska racija
U subotu 28. lipnja 1969. u 1.20 ujutro četvorica policajaca u civilnim odijelima, dvojica policajaca u uniformama, detektiv Charles Smythe i istražitelj Seymour Pine ušli su u bar i najavili raciju: Policija! Preuzimamo mjesto! Dvije policajke i dvojica policajaca u civilu već su se ranije nalazili u baru, kako bi promotrili stanje i prikupili dokaze. Te se večeri u baru nalazilo oko 200 posjetitelja. Oni koji nisu očekivali raciju bili su zbunjeni, a oni koji su shvatili što se događa pokušali su pobjeći kroz vrata i prozore u WC-u. Policija je blokirala vrata, što je dodatno uznemirilo posjetitelje i izazvalo paniku.
Racija nije išla predviđenim tijekom. Uobičajeni postupak predviđao je da se posjetitelji lokala poredaju i da im se pregledaju osobni dokumenti, dok su policajke odvodile osobe u ženskoj odjeći u zahod, gdje bi im provjeravale spol nakon čega bi muškarci u ženskoj odjeći bili uhićeni. Međutim, posjetitelji bara odbijali su krenuti s policajkama i predati im osobne dokumente. Policajci su tada odlučili sve prisutne privesti u policijsku postaju, a transvestite su odveli u prostoriju u zadnjem dijelu bara. Maria Ritter, svojoj obitelji poznata kao Steve, prisjeća se: Moj najveći strah bilo je uhićenje. Moj drugi najveći strah bio je da će se u novinama ili na televiziji pojaviti moja slika u haljini moje mame!
Policija je izvršila zapljenu alkoholnih pića i ukrcala ih u policijsko vozilo. Pronađeno je 28 pakovanja piva i 19 boca žestokog pića. Međutim, ophodno je vozilo kasnilo, pa je policija zadržala posjetitelje lokala u redu gotovo 15 minuta. Oni koji nisu bili uhićeni mogli su otići, no nisu se razišli kao i obično. U svega nekoliko minuta broj ljudi ispred Stonewall Inna porastao je na 100 do 150, kako onih koji su već bili u baru tako i drugih koji su se priključili kada su shvatili što se događa. Policija je silom otjerala neke osobe iz bara, a oni su ih pozdravljali ismijavajući ih, na veliko oduševljenje okupljenih.
Po svjedočanstvu istražitelja Pinea, u trenutku dolaska policijskog vozila za prijevoz uhićenih okupljeni broj ljudi već je bio deset puta veći od broja uhićenih među kojima je bilo najviše LGBT-ovaca. Zbog zabune u radio-komunikaciji drugo je vozilo kasnilo. Policija je započela privoditi i članove mafije, što je izazvalo ovacije prosvjednika, a odmah zatim su u vozilo uvedeni i radnici lokala. Jedan od prosvjednika uzviknuo je "Gejska snaga!" (engl. Gay power!), neki su zapjevali pjesmu "We Shall Overcome", a masa je reagirala oduševljenjem i "rastućim neprijateljstvom". Jedan od policajaca nasrnuo je na jednu transrodnu osobu koja je na napad odgovorila udarcima torbicom u glavu policajca, a prosvjednici su joj uzvicima davali podršku. Pisac Edmund White, koji je prisustvovao događajima, zabilježio je: Svi su bili uznemireni, bijesni i uzbuđeni. Nitko nije imao slogan, nitko nije imao čak ni stav, ali nešto se kuhalo. Kada se pročula vijest da policija tuče one koji su još uvijek u lokalu, prosvjednici su počeli bacati kovanice, a zatim i pivske boce na policijska vozila.
Tučnjava je započela kada je policija nekoliko puta odvodila i vraćala jednu ženu u policijsko vozilo. Ona je u više navrata bježala i borila se s četvoricom policajaca, psujući ih i vičući, što je trajalo desetak minuta. Jedan od svjedoka tvrdio je da su je pendrekom udarali po glavi kada se žalila da su joj lisice previše stegnute. Opisana je kao "tipična njujorška butch-lezbijka". Neki svjedoci događaja tvrde da je jedna žena koja se suprotstavila policiji zbog vezanih ruku razljutila masu, dok se drugi sjećaju nekoliko "butch-lezbijki" koje su započele tučnjavu dok su još bile u baru. Jedna od njih krvarila je kada su je izveli iz bara. Craig Rodwell tvrdi da uhićenje spomenute žene nije primarni događaj koji je potakao nasilje, već da je to samo jedan od nekoliko istovremenih događaja: To je bio samo...bljesak grupe, mase, bijes.

### "Posljednja kap"
Policija je pokušala obuzdati gomilu te je oborila nekoliko ljudi što je još više razgnjevilo pojedince. Neki od uhićenih s lisicama na rukama koji su se nalazili uz policijsko vozilo pobjegli su nakon što ih je policija ostavila bez nadzora (prema nekim svjedocima, to je namjerno učinjeno). ↓3 Prosvjednici su zatim pokušali prevrnuti policijsko vozilo nakon čega je ono napustilo mjesto događaja zajedno s još dva ophodna automobila, iako su im prosvjednici probušili gume. Istražitelj Pine naredio je da se vozila što prije vrate. Sukobi su privukli još više ljudi koji su uočili nemire. Netko u gomili je povikao da je policija upala u bar jer im nije isplaćen "njihov dio" na što je netko drugi povikao Hajdemo ih isplatiti! nakon čega su kovanice poletjele prema policajcima. Policajci su, uvidjevši da su brojčano nadjačani od strane prosvjednika kojih je sada bilo između 500 i 600, zgrabili nekoliko ljudi te ih koristili kao štit dok su se povlačili prema Stonewall Innu. Među ovim ljudima bio je i folk-pjevač Dave Van Ronk koji je, kada je čuo za događaj, došao iz jednog bara u susjednoj četvrti. Iako Van Ronk nije bio gej, mnogo je puta bio svjedokom policijske brutalnosti dok je sudjelovao u antiratnim prosvjedima: Što se mene tiče, svatko tko bi se suprotstavio policajcima imao je moju podršku, i zato sam ostao... Svaki put kad bi se okrenuo, panduri su iskaljivali svoj bijes na nekome. Deset policajaca, uključujući i dvije policajke, zabarikadirali su se unutar Stonewall Inna. S njima su bili Van Ronk, Howard Smith (novinar Village Voicea) i nekoliko uhićenih s lisicama na rukama koje su policajci odvukli u bar radi vlastite sigurnosti.
Mnoge analize nereda govore da oni nisu bili planirani, da nije bilo očiglednog povoda za demonstracije te da je ono što se dogodilo bilo spontano. ↓4 Michael Fader, sudionik demonstracija, objašnjava:
Jedina fotografija koja je snimljena tijekom prve noći nemira prikazuje mlade beskućnike, koji su spavali u obližnjem Cristopherovu parku, u sukobu s policijom. Časopis društva Mattachine koji je izašao mjesec dana poslije ponudio je svoje objašnjenje zbog čega su se dogodili nemiri: Tu su se uglavnom okupljali ljudi koji nisu bili dobrodošli ili koji sebi nisu mogli priuštiti izlazak na druga mjesta gdje su se okupljali homoseksualci... Stonewall je postao dom za ovu djecu. Kada je došlo do racije, oni su se borili za njega... To i činjenica da nisu imali što izgubiti osim najtolerantnijeg i najotvorenijeg gejskog mjesta u gradu objašnjava razloge nemira."
Kante za smeće, otpad, boce, kamenje i cigle bacani su na zgradu, razbivši prozore. Svjedoci potvrđuju da su najmarginaliziranije osobe unutar gejske zajednice bile odgovorne za prvi val "projektila" kao i za čupanje sprave za naplatu parkiranja kojom su pokušali razbiti vrata Stonewall Inna. Sylvia Rivera, koja je bila potpuno odjevena kao drag queen i unutar Stonewall Inna tijekom racije, sjeća se: Tretirali ste nas kao govna svih ovih godina? A-a. Sada je red na nama... To je bio jedan od najznačajnijih trenutaka u mojem životu. Masa je zapalila otpad i započela ga bacati kroz razbijene prozore, a policajci su zgrabili vatrogasno crijevo koje je, budući da nije bilo pod tlakom, bilo potpuno beskorisno, što je još više ohrabrilo prosvjednike. ↓5 Nakon što su prosvjednici razbili prozore koje su vlasnici bara pokrili ivericom da bi odvratili policiju i spriječili racije, policajci koji su se nalazili u baru izvadili su pištolje. Vrata su se otvorila i policajci su uperili oružje na gomilu, prijeteći otvaranjem vatre. Novinar Village Voicea Howard Smith, koji je bio u baru s policijom, uzeo je francuski ključ i stavio ga u džep ne znajući hoće li će ga upotrijebiti protiv prosvjednika ili protiv policije. Uskoro su stigle nove policijske snage i vatrogasna vozila. Sukob je trajao oko 45 minuta.

### Eskalacija
Taktičke policijske snage (engl. Tactical Police Force (TPF)) za razbijanje demonstracija stigle su u pomoć policajcima zatočenima u baru. Nekoliko je policajaca bilo povrijeđeno jer su pogođeni raznim predmetima. Bob Kohler, koji je te noći šetao svog psa u blizini Stonewall Inna, vidio je dolazak interventne policije: Sudjelovao sam u dovoljno nereda, znao sam da je zabava završena.... Policajci su bili potpuno poniženi. To se nikada prije nije dogodilo. Pretpostavljam da su bili ljuti više nego ikada prije jer su svi drugi izazivali nerede... ali od "vila" ↓6 to se nije očekivalo... nijedna skupina nikada prije nije primorala pandure da se povuku, tako da je bijes bio ogroman. Mislim da su ih željeli "ubiti". Nakon što je stiglo pojačanje policajci su odlučili privesti sve koje su mogli, htjeli su ih "strpati u marice" i odvesti u zatvor, ali inspektor Pine sjeća se: Sukobi su izbili s transvestitima koji nisu htjeli ući u policijska vozila. Ovo je potvrdio još jedan svjedok koji je promatrao događaje s druge strane ulice: Ono što sam mogao vidjeti jest to da su se transvestiti borili i borili su se žestoko.
Interventna policija formirala je falangu i pokušala je raščistiti ulicu polagano marširajući, pritom potiskujući masu. Prosvjednici su otvoreno ismijavali policiju. Pozdravljali su ih, izvodili su razne plesne pokrete i pjevali u ritmu glazbe iz emisije The Howdy Doody Show. Village Voice je o događajima pisao: "U jednom je trenutku došlo do smirivanja situacije, kada su (prosvjednici) izvodili nekakve gej budalaštine postavivši se u niz koji je nalikovao pjevačkom zboru ili plesnoj skupini koja je stajala nasuprot formaciji policajaca pod punom opremom. Kada je skupina prosvjednika ušla u punu plesnu rutinu, interventna policija je krenula naprijed i potisnula prosvjednike koji je uzvikivali "gej snaga" niz ulicu Cristopher prema Sedmoj aveniji." Jedan od sudionika se prisjeća: "Policija je jurila za nama i tada sam shvatio da ovo nije bila dobra ideja, jer su me s leđa udarili pendrekom." Drugi je sudionik izjavio: "Nikada neću zaboraviti taj prizor. Policajci s pendrecima na jednoj i plesna skupina na drugoj strani. To je nevjerojatna stvar. [...] Mislim da sam tada osjetio bijes. Jer ljude su prebijali pendrecima. A zbog čega? Zbog plesa."
Craig Rodwell, vlasnik "spomen knjižare Oscar Wilde" ispričao je da je gledao kako policija nasrće na prosvjednike kroz krivudave ulice da bi potom vidio prosvjednike kako izlaze iz raznih uličica iza policije. Masa je zaustavljala automobile i prevrnula jednog od njih te tako blokirala Cristopherovu ulicu. Jack Nichols i Lige Clarke u kolumni objavljenoj u časopisu Screw napisali su da je velika skupina gnjevnih prosvjednika lovila (policiju) kroz nekoliko blokova uzvikujući "Uhvatite ih!"
Do 4 sata ujutro ulice su bile gotovo prazne. Mnogo ljudi sjedilo je na stubištima ili se okupilo u obližnjem Cristopherovu parku tijekom jutra, mamurni i u nevjerici nakon ovih događaja. Mnogi se svjedoci sjećaju osjećaja nadrealnosti i jezive tišine koja je vladala u Cristopherovoj ulici, iako se i dalje osjećao "naboj u zraku". Jedan je svjedok prokomentirao: Postojala je određena ljepota u onom što se dogodilo.... Bilo je očigledno, barem meni, da su mnogi ljudi bili gejevi i da je ovo bila naša ulica". Trinaest je ljudi uhićeno. Neki od sudionika bili su hospitalizirani, ↓7 a povrijeđena su i četiri policajca. Gotovo sav inventar u Stonewall Innu bio je uništen. Istražitelj Pine imao je namjeru te noći zatvoriti i demontirati bar. Telefonska govornica, WC, ogledala, jukebox, aparati za cigarete... sve je bilo razbijeno, možda u neredima, a možda i od strane policije.

### Otvorena pobuna
Još tijekom nereda kod Stonewalla, Craig Rodwell nazvao je New York Times, New York Post i New York Daily News da ih obavijesti o događajima. Sve su tri novine pisale o neredima, a New York Daily News stavio ih je na naslovnu stranicu. Vijesti o neredima brzo su se proširile Greenwich Villageom potaknute glasinama da su ih organizirali Studenti za demokratsko društvo, Crne pantere, a kružila je i glasina da je nerede organizirao "homoseksualni policajac čiji je cimer otišao na zabavu u Stonewall Inn protiv njegove volje". Tijekom subote 28. lipnja ljudi su cijelog dana dolazili gledati spaljeni Stonewall Inn. Na zidovima bara osvanuli su grafiti s porukama Drag-snaga, Napali su naša prava, Podržite gejsku snagu i Legalizirajte gej barove, a osvanuo je i grafit u vezi samog bara Otvoreni smo.
Sljedeće noći ponovo su izbili neredi u Cristopherovoj ulici. Među sudionicima postoje različita mišljenja o tome koja je noć bila više nasilna. Mnogi koji su sudjelovali u neredima tijekom prve noći vratili su se i tijekom druge, a tu su bili i "policijski provokatori", radoznali prolaznici pa čak i turisti. Za mnoge je bilo iznenađujuće pojačano iskazivanje homoseksualne privlačnosti u javnosti; jedan svjedok to je ovako opisao: U odnosu na stanje kada smo morali ići od vrata do vrata i razgovarati s nekim kroz špijunku da bismo ušli, iznenada smo bili vani. Bili smo na ulicama.
Tisuće ljudi opet se okupilo ispred Stonewalla, koji je ponovo otvoren, zakrčili su cijelu Cristopherovu ulicu dok se masa ljudi nije "prelila" i u susjedne blokove. Masa je okružila autobuse i automobile, maltretirajući putnike, dok nisu ili priznali da su gejevi ili izjavili da podržavaju prosvjede. Sylvia Rivera vidjela je svog prijatelja kako skače na obližnji automobil koji se pokušavao probiti kroz masu. Pojedinci iz mnoštva tresli su automobile gurajući ih naprijed-natrag, strašeći putnike. Još jedna Riverina prijateljica, Marcia P. Johnson, popela se na stup javne rasvjete i bacila tešku torbu na prednji dio policijskog automobila, razbivši vjetrobransko staklo. Kao i prethodne večeri zapaljeni su kontejneri na cijelom području gdje su se odvijali neredi. Bilo je nazočno više od 100 policajaca, a u 2 sata poslije ponoći ponovo su stigle jedinice interventne policije. Kada je policija privela neke od prosvjednika, gomila je krenula u njihovo oslobađanje. Ulične borbe opet su trajale do 4 sata ujutro.
Pjesnik Allen Ginsberg bio je dugogodišnji stanovnik Greenwich Villagea odnosno Cristopherove ulice. Nakon što je saznao za nerede koji su se dogodili prethodne večeri rekao je: Gejska snaga! Nije li to sjajno!... Bilo je i vrijeme da učinimo nešto da se potvrdimo!. Nakon toga je prvi put posjetio Stonewall Inn. Kada se vraćao kući rekao je Lucianu Truscottu:

### "Nepodnošljivo stanje"
Sukobi i prosvjedi u Greenwich Villageu bili su sporadični u ponedjeljak i utorak, dijelom i zbog kiše. Policija i stanovnici imali su nekoliko prepirki, jer su obje skupine prezirale jedna drugu. Craig Rodwell i njegov partner Fred Sargeant tiskali su i podijelili 5000 letaka poslije prve noći nemira. U jednom od njih pisalo je: Istjerajte mafiju i policiju iz gejskih barova. Letci su pozivali gejeve da osnuju svoje lokale te da bojkotiraju Stonewall Inn i druge lokale u vlasništvu mafije kao i da se izvrši javni pritisak na ured gradonačelnika da sanira nepodnošljivo stanje.
Nisu svi u gejskoj zajednici smatrali pobunu pozitivnim događajem. Za mnoge starije homoseksualce i članove društva Mattachinea koji su tijekom 1960-ih radili na tome da se homoseksualci prikažu kao jednaki heteroseksualcima, uporaba nasilja i prikazivanje "feminiziranog" ponašanja bilo je poniženje. Randy Wicker, koji je sudjelovao u prvim prosvjedima za gejska prava ispred Bijele kuće, rekao je da je ono što se događalo u Stonewallu bilo suprotno svemu što je želio da ljudi misle o homoseksualcima. Drugi su smatrali da je zatvaranje Stonewall Inna pozitivna stvar za Village.
U srijedu je u Village Voiceu izašla reportaža o neredima koju su napisali Howard Smith i Lucian Truscott, koja je sadržavala nelaskave opise događaja i sudionika koji su, između ostalog, opisani i kao "snage pederstva". ↓8 Masa se ponovo okupila u Cristopherovoj ulici i krenula prema uredima Village Voicea, prijeteći da će ih zapaliti. U masi prosvjednika koja je imala između 500 i 1000 sudionika bilo je i pripadnika drugih skupina koje su imale "neuspješne" sukobe s policijom u prošlosti i koji su bili radoznali saznati kako je policija bila poražena prethodnih noći. Došlo je do novih uličnih sukoba u kojima je povrijeđeno nekoliko policajaca i prosvjednika, opljačkano nekoliko trgovina, dok je 5 osoba uhićeno. Incidenti su u srijedu trajali oko sat vremena, a jedan svjedok ih je ovako opisao: Pročulo se! Cristopherova ulica bit će oslobođena. Pederima je dosta ugnjetavanja.

## Posljedice
Duh promjena širio se Greenwich Villageom, čak i kod ljudi koji nisu svjedočili nemirima. Mnogi su nazočili organizacijskim sastancima, osjetivši priliku da se uključe u akciju. Društvo Mattachine organiziralo je 4. srpnja 1969. redovni godišnji prosvjed Godišnji podsjetnik ispred zgrade Independence Halla u Philadelphiji. Organizatori Craig Rodwell, Frank Kameny, Randy Wicker, Barbara Gittings i Kay Lahusen, svi dugogodišnji sudionici, doputovali su autobusom iz New Yorka zajedno s ostalim sudionicima. Od 1965. godine ovi su prosvjedi bili vrlo kontrolirani: žene su nosile suknje, a muškarci odijela i kravate te su svi u tišini hodali u organiziranim redovima. Rodwell se sjeća da se te godine osjetio sputanim pravilima koje je postavio Kameny. Kada su se dvije žene spontano uhvatile za ruke, Kameny ih je rastavio govoreći Ništa od toga! Ništa od toga! Rodwell je ipak uvjerio desetak parova da se drže za ruke. Iako je to razbjesnilo Kamenyja, skup je privukao više medijske pozornosti nego svih proteklih godina. Jedna od sudionica Lilli Vincenz prisjeća se: Bilo je jasno da se stvari mijenjaju. Ljudi koji su se osjećali potlačenima sada su se osjećali osnaženima. Rodwell se vratio u New York želeći promijeniti ustaljene, tihe načine privlačenja pažnje. Jedan od njegovih prioriteta bilo je planiranje "Dana oslobođenja Christopherove ulice" (engl. Christopher Street Liberation Day).

### Gejski oslobodilački pokret
Iako je Mattachine Society osnovan 1950-ih, većina metoda kojima su se koristili sada su se činile preblagima, pogotovo onima koji su sudjelovali ili su bili inspirirani neredima. Mattachine je prihvatio promjenu stavova u članku objavljenom u svojim novinama pod nazivom The Hairpin Drop Heard Around the World ("Pad ukosnice koji se čuo diljem svijeta"). ↓9 Kada je jedan član Mattachinea predložio "prijateljsko i slatko" protestno bdijenje uz svijeće, ljudi iz publike negodovali su uzvikujući da ih je društvo prisiljavalo na takvu ulogu. S letcima na kojima je pisalo Mislite da se homoseksualci bune? Možete se kladiti da je tako! osnovan je Gejski oslobodilački pokret (engl. Gay Liberation Front, akronim GLF), prva organizacija koja je koristila riječ "gejski" u svom imenu. Ranije organizacije kao Mattachine Society, Daughters of Bilitis i dr. namjerno su birale nejasna imena prikrivajući tako svoje ciljeve. GLF je preuzeo taktiku afroameričkih i antiratnih prosvjednika i povezao se s njima u želji da "djeluju na preoblikovanju američkog društva". Prihvaćajući ciljeve Crnih pantera i ostale radikalne ljevice, marširali su na ženski zatvor u New Yorku kao znak potpore uhićenoj Afeni Shakur. Međutim, četiri mjeseca od osnutka, skupina se raspala jer članovi nisu mogli postići dogovor o načinu djelovanja.

### Alijansa gejeva aktivista
U roku od šest mjeseci od stonvolskih nemira aktivisti su pokrenuli časopis pod nazivom Gay. Smatrali su ga neophodnim jer je najliberalniji časopis u gradu Village Voice odbijao tiskati riječ "gej" u oglasima u kojima je GLF tražio nove članove i volontere. Još dva časopisa pokrenuta su u razmaku od šest tjedana: Come Out! i Gay Power, a broj čitatelja svih triju časopisa ubrzo se popeo na 20 000 do 25 000.
Članovi GLF-a organizirali su nekoliko plesova za istospolne parove, ali njihovi su sastanci bili kaotični. Kada je na primjer Bob Kohler zatražio odjeću i novac za pomoć mladim beskućnicima koji su sudjelovali u neredima, povela se rasprava o propasti kapitalizma. Krajem prosinca 1969. nekoliko bivših članova GLF-a osnovalo je Alijansu gejeva aktivista (engl. Gay Activists Alliance, akronim GAA). GAA je u potpunosti trebala biti usmjerena na gejska pitanja i bolje organizirana. U njezinu statutu pisalo je: Mi kao oslobođeni homoseksualni aktivisti zahtijevamo slobodu izražavanja našeg dostojanstva i vrijednosti kao ljudskih bića. GAA je razvila i usavršila taktiku suočavanja poznatu kao zap, koja se sastojala od toga da uhvate političare nespremne prilikom javnih nastupa ili obraćanja medijima i zahtijevaju od njih da podrže gejska i lezbijska prava. Taktiku su uspješno primijenili na nekoliko gradskih vijećnika i dva puta na gradonačelniku Johnu Lindsayu - jednom dok je bio gost u TV emisiji, kada su članovi GAA činili većinu publike. Racije u gejskim barovima nisu se zaustavile nakon stonvolskih nereda. U ožujku 1970. dogodilo se nekoliko racija, a nakon jedne od njih uhićeno je 167 osoba. Članovi GAA-e organizirali su prosvjedni marš u kojem se nekoliko stotina LGBT-ovaca i njihovih simpatizera mirno suprotstavilo policiji. Također su sponzorirali kampanju slanja pisama gradonačelniku Lindsayju u kojima su Demokratska stranka Greenwich Villagea i kongresnik Ed Koch uputili molbe da se racije na gradske gejske barove zaustave.

### Gejski ponos
"Dan oslobođenja Christopherove ulice" održan je 28. lipnja 1970. godine, čime je obilježena prva godišnjica stonvolskih nereda. Prva povorka ponosa u povijesti SAD-a počela je okupljanjem u Christopherovoj ulici, a prošla je kroz 51 gradski blok, do Central Parka. Trajala je kraće od planiranog zbog opreza jer su sudionici nosili različite zastave i simbole. Dozvola za povorku izdana je samo dva sata prije početka, a sudionici povorke nisu naišli na veći otpor promatrača. New York Times izvijestio je na naslovnici da su prosvjednici zauzeli cijelu ulicu u dužini od oko 15 gradskih blokova, a Village Voice pozitivno je izvijestio o događaju, opisujući "otpor koji je izrastao kao posljedica policijske racije na Stonewall Inn prije godinu dana".
Povorke gejskog ponosa održane su istovremeno u Los Angelesu i Chicagu. Sljedeće godine povorke su se održale u Bostonu, Dallasu, Milwaukeeju, San Joseu, Londonu, Parizu, Zapadnom Berlinu  i Stockholmu. Do 1972. povorke se održavaju i u San Franciscu, Atlanti, Buffalu, Detroitu, Washingtonu, Miamiju i Philadelphiji.
Frank Kameny brzo je primijetio ključne promjene koje su donijeli stonvolski neredi. Kao jedan od organizatora gejskog aktivizma 1950-ih, pokušavao je uvjeriti ljude da se homoseksualci ne razlikuju od heteroseksualaca. Kada je organizirao prosvjede ispred Bijele kuće i State Departmenta pet godina prije uspio je skupiti samo deset sudionika koji nisu privukli gotovo nikakvu medijsku pažnju. Poslije je izjavio: Prije Stonewalla smo imali 50-60 gejskih skupina u zemlji. Godinu dana poslije bilo ih je najmanje 1500. Dvije godine poslije bilo ih je barem 2500. I Randy Wicker kao i Kameny požalio je zbog svoje reakcije nakon nemira, nazvavši je jednom od najvećih pogrešaka svog života. Kay Lahusen, koja je fotografirala prosvjed 1965. godine, izjavila je: Do 1969. ovaj se pokret obično nazivao homoseksualnim ili homofilnim.... Novi aktivisti smatrali su stonvolsku pobunu rođenjem gejskog oslobodilačkog pokreta. To je svakako bilo rađanje gejskog ponosa velikih razmjera". Prema Carteru, Stonewall je bio drugačiji od drugih pobuna koje su se dogodile prije zato što su bile uključene tisuće ljudi, neredi su trajali dugo (šest dana), prvi je put privučena velika medijska pažnja te je izazvao stvaranje mnogo udruga za promicanje LGBT prava.

## Nasljeđe

### Sukobi i uspjesi zajednice
Tijekom dviju godina od stonvolskih nereda osnovane su udruge za promicanje gejskih prava u svakom većem američkom gradu kao i u Kanadi, Australiji i zapadnoj Europi. Ljudi koji su se priključili ovim skupinama nakon stonvolskih nereda imali su malo toga zajedničkog osim seksualne orijentacije. Velike prepreke stvaranju jedinstvene zajednice predstavljali su rasa, klasa, ideologija i rod. Kao primjer se navodi incident koji se dogodio na jednom skupu 1973. kada je feministička aktivistica Jean O'Leary prosvjedovala protiv onoga što je smatrala ruganjem ženama koje su činili transvestiti i drag queens. Ipak, početne nesuglasice sudionika pokreta uglavnom su nestajala nakon daljnjih promišljanja. O'Leary poslije je izrazila žaljenje zbog svojih stavova. Članice Nacionalne organizacije za žene (engl. National Organization for Women, akronim NOW) pokušale su promijeniti percepciju organizacije kao "raja za lezbijke" zbog čega su Rita Mae Brown i druge lezbijke protjerane iz organizacije. Prosvjedovale su na Drugom kongresu za ujedinjenje žena 1970. gdje su dobile podršku brojnih članica te su ponovo prihvaćene u organizaciju 1971.
Jačanje lezbijskog feminizma 1970-ih ponekad je bilo u tolikoj suprotnosti s gejskim oslobodilačkim pokretom da su neke lezbijke odbijale surađivati s muškarcima gejevima. Mnoge lezbijke kod njih su uočile iste pogrešne predodžbe o ženama kao i kod heteroseksualnih muškaraca te su njihove stavove smatrale patrijarhalnim i šovinističkim. Kao alternativa zajedničkom djelovanju s muškarcima gejevima, a pogotovo onome što je Adrienne Rich nazvala "nasilni, autodestruktivni svijet gejskih barova", 1977. organiziran je "Lesbian Pride Rally"
Tijekom 1970-ih gejski je aktivizam ostvario značajne uspjehe. Jedan od prvih i najznačajnijih bio je zap članova GLF-a na konvenciji Američke udruge psihijatara (APA) u svibnju 1970. Na konferenciji o promjenama u ponašanju, tijekom prikazivanja filma o korištenju terapije elektrošokovima za smanjenje istospolne privlačnosti, članovi GLF-a prekinuli su film uzvikujući Mučenje! i Barbarstvo!. Preuzeli su mikrofon i objavili da su medicinski stručnjaci koji propisuju ovakve terapije sudionici mučenja. Iako je 20 psihijatara napustilo prostoriju, članovi GLF-a proveli su sat vremena s preostalim liječnicima, pokušavajući ih uvjeriti da homoseksualci nisu mentalno bolesni.
 Kada je APA pozvala aktiviste da se obrate udruzi 1972., oni su doveli Johna E. Fryera, psihijatra geja koji je nosio masku jer se bojao za svoju praksu. U prosincu 1973., velikim dijelom zahvaljujući naporima gejskih aktivista, APA je jednoglasno glasovala za uklanjanje homoseksualnosti iz Dijagnostičkog i statističkog priručnika.
Gejevi i lezbijke zajedno su se suprotstavili organiziranom otporu gejskim pravima koji je započeo 1977. Koalicija konzervativaca pod nazivom "Spasite našu djecu" (engl. Save Our Children) organizirala je kampanju za ukidanje uredbe o građanskim pravima okruga Dadea u Floridi. Kampanja je bila uspješna i utjecala je na pojavu sličnih kampanja u još nekoliko američkih gradova. Međutim, 1978. godine u Kaliforniji poražena je kampanja poznata kao Briggsova inicijativa (engl. Briggs Initiative) koja je predviđala otpuštanje homoseksualaca iz državnih škola. Zajednička reakcija na ove inicijative bila je toliko značajna da su je mnogi aktivisti prozvali drugim Stonewallom, jer je označila početak učešća homoseksualaca u političkim procesima.

### Odbacivanje gejske supkulture
Stonvolski neredi bili su značajna prekretnica nakon koje su mnogi aspekti prijašnje gejske i lezbijske kulture, kao npr. "barska kultura" stvorena u desetljećima stida i skrivanja, bili odbačeni. Povjesničar Martin Duberman piše: Na desetljeća koja su prethodila stonvolskim neredima ... većina gejeva i lezbijki gleda kao na golemu neolitsku pustoš. Povjesničar Barry Adam primjećuje: Svaki društveni pokret mora u jednom trenutku izabrati što će zadržati, a što izbaciti iz svoje prošlosti. Koje osobine su rezultat ugnjetavanja, a koje su zdrave i autentične? Paralelno s jačanjem feminističkog pokreta ranih 1970-ih, uloge butch i femme koje su se razvile u barovima 1950-ih i 1960-ih odbačene su. Lezbijske feministice smatrale su uloge butch arhaičnim imitacijama muškog ponašanja. Po povjesničarki Lillian Faderman, neke su žene htjele odbaciti uloge za koje su osjećale da su im nametnute. Ove su se uloge vratile tijekom 1980-ih, ali su dopuštale veću fleksibilnost nego prije Stonewalla.
Michael Bronski ističe "napad na predstonvolsku kulturu", pogotovo na gejsku šund-literaturu (engl. gay pulp fiction) za muškarce koja se prestala izdavati. Glavni likovi često su bili ambivalentni u odnosu na svoju seksualnost te su zbog toga mrzili sami sebe. Knjige su obično imale tragičan kraj, a pisci su gejske likove prikazivali kao duboko nesretne alkoholičare. Bronski smatra da razlog nije politička korektnost, već činjenica da je: gejski pokret bio pokret mladih čiji je smisao za povijest u velikoj mjeri određen odbacivanjem prošlosti.

### Utjecaj na društvo
Neredi koji su izbili kao reakcija na policijsku raciju postali su doslovni primjer borbe LGBT-ovaca, njihova "uzvraćanja udarca" i simbolični "poziv na oružje" za mnoge ljude. Povjesničar David Carter smatra da je istinsko naslijeđe stonvolskih nemira borba za lezbijsku, gejsku, biseksualnu i transrodnu jednakost koja još uvijek traje. Povjesničar Nicholas Edsall piše:
Povjesničari Dudley Clendinen i Adam Nagourney pišu da su prije stonvolskih nemira homoseksualci bili:
Stonvolski nemiri nisu bili prvi slučaj borbe protiv policije, ali su postali bitni zbog spleta okolnosti. Lokacija bara je bila važna, jer se nalazio preko puta ureda Village Voicea, a uske krivudave ulice dale su prosvjednicima prednost nad policijom. Mnogi od sudionika i stanovnika Greenwich Villagea djelovali su u političkim organizacijama koje su mogle mobilizirati gejsku zajednicu nakon pobune. Najznačajniji aspekt stonvolskih nereda jest njihovo obilježavanje na Dan oslobođenja Christopherove ulice koji je prerastao u godišnje povorke ponosa koje se događaju širom svijeta.
Sredina 1990-ih bila je obilježena uključivanjem biseksualaca kao zastupljene grupe unutar gejske zajednice nakon što su uključeni u platformu "Marša na Washington za jednaka prava i oslobođenje lezbijki, gejeva i biseksualnih osoba" (engl. March on Washington for Lesbian, Gay and Bi Equal Rights and Liberation) 1993. godine. Iako su i transrodne osobe tražile da budu uključene, sve je ostalo na "transinkluzivnom" jeziku na popisu zahtjeva marša. New York je 1994. godine, na 25. obljetnicu stonvolskih nereda, proslavio "Stonvolskih 25", uz povorku koja je prošla pored sjedišta Ujedinjenih naroda prema Central Parku. Procjenjuje se da je sudjelovalo više od 1,1 milijuna ljudi. Sylvia Rivera organizirala je alternativnu povorku u znak protesta zbog isključivanja transrodnih osoba iz događaja. Posjećenost povorki ponosa značajno je porasla tijekom desetljeća. Većina velikih američkih gradova ima neku vrstu ovakve manifestacije kao i većina velikih gradova diljem svijeta. Sve jači trend komercijalizacije i pretvaranje povorki u događaje koje sponzoriraju strane velike korporacije izaziva zabrinutost zbog oduzimanja autonomije izvornih prosvjeda.
U lipnju 1999. područje oko Stonewalla upisano je u Nacionalni registar povijesnih mjesta zbog svog značaja za povijest LGBT-a. Američko Ministarstvo unutarnjih poslova ↓10 proglasilo je Stonewall Inn, Christopher ulicu i okolne ulice nacionalnom povijesnom znamenitošću 2000. godine.
Američki predsjednik Barack Obama, 40 godina nakon stonvolskih nemira, 2009. godine proglasio je lipanj mjesecom ponosa LGBT-a, navodeći pobunu kao razlog "da se obveže u ostvarivanju jednakosti pred zakonom za LGBT Amerikance". Obama je spomenuo stonvolske nerede i u svom drugom inauguracijskom govoru 2013. godine, pozivajući na punu ravnopravnost što je bio prvi slučaj da predsjednik spominje riječ "gej" i prava LGBT-a u inauguracijskom govoru.